# Vignats
Vignats – miejscowość i gmina we Francji, w regionie Normandia, w departamencie Calvados.
Według danych na rok 1990 gminę zamieszkiwało 206 osób, a gęstość zaludnienia wynosiła 23 osoby/km² (wśród 1815 gmin Dolnej Normandii Vignats plasuje się na 680. miejscu pod względem liczby ludności, natomiast pod względem powierzchni na miejscu 573.).